# Inslagkrater

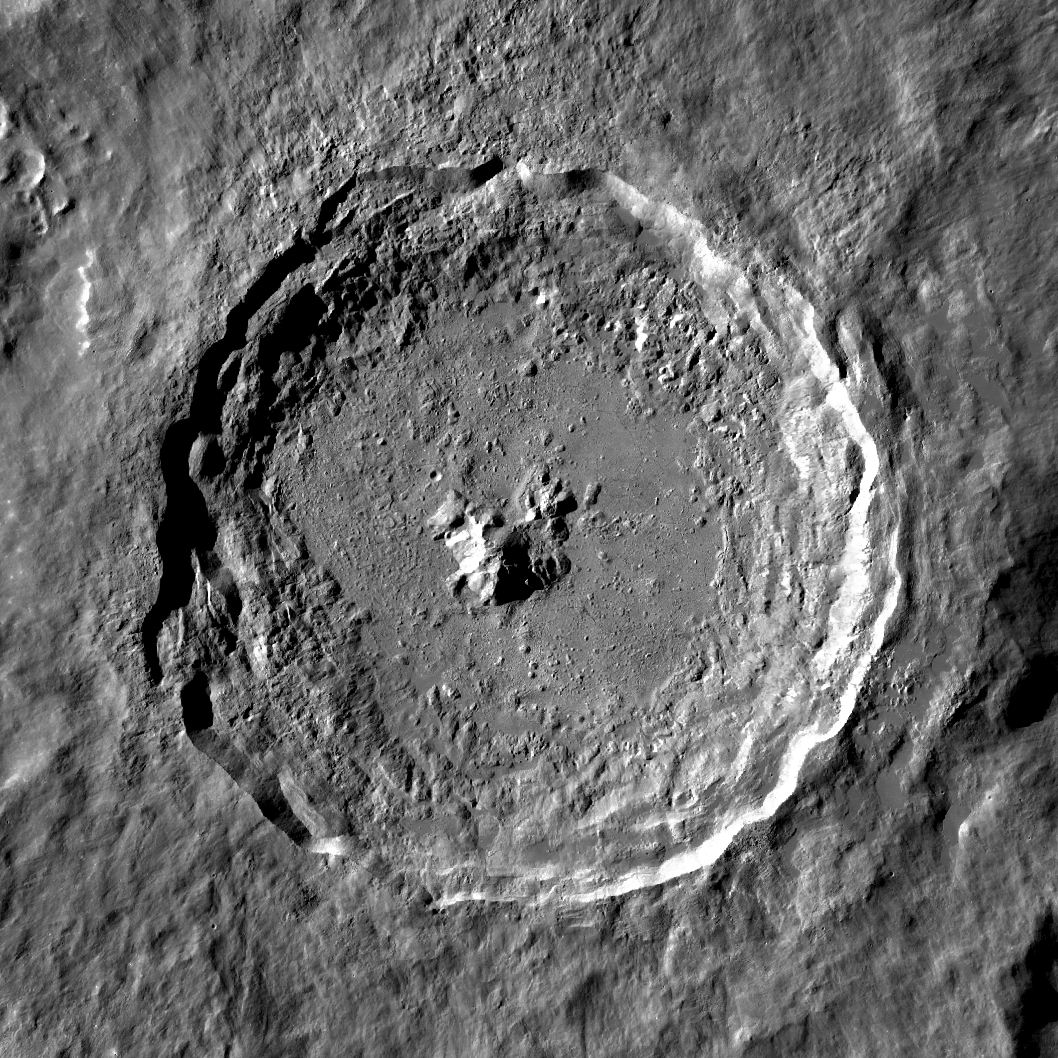
De prominente inslagkrater Tycho, gesitueerd in de zuidelijke hooglanden van de Maan

Een inslagkrater (of inslagbekken) is een krater (een komvormige of ringvormige landschapsvorm) die in de bodem van een hemellichaam achterblijft na de inslag van een ander hemellichaam.
Het inslaande lichaam is meestal een meteoriet, die van een komeet of een planetoïde afkomstig kan zijn. Het getroffen lichaam kan iedere planeet, maan of planetoïde zijn met een vast oppervlak. Bij het ontstaan van het zonnestelsel bleef veel puin rondzwerven dat op de planeten insloeg. Daardoor vertonen veel inactieve planeten (zoals Mercurius) en manen (zoals onze Maan) nu nog veel inslagkraters. Op planeten (zoals onze Aarde) of manen (zoals de Jupitermaan Io) die geologisch actief zijn of een behoorlijke dampkring hebben, vindt men veel minder inslagstructuren doordat ze zijn uitgewist door erosie en landschaphernieuwing. Kratertellingen zijn dan ook een belangrijke gegevensbron voor planetologen om schattingen van de leeftijd van planeetoppervlakken te maken.

## Morfologie van een inslagkrater

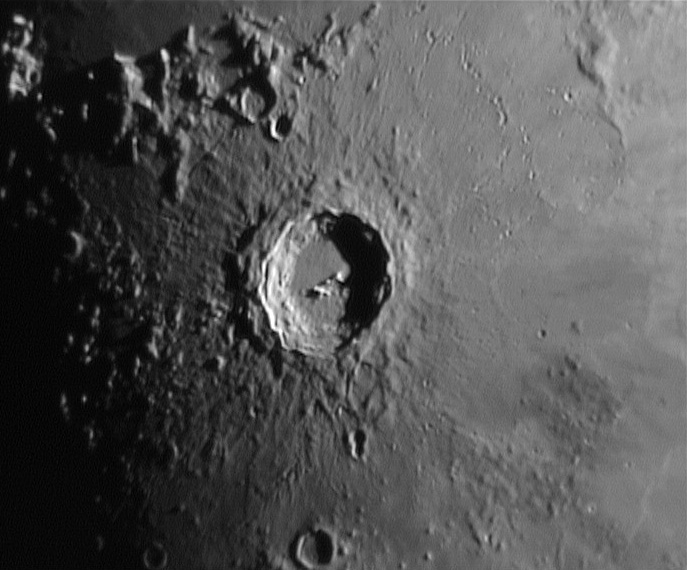
Maankrater Copernicus.

Aan de vorm (morfologie) van een inslagkrater zijn twee delen te onderscheiden:
- de kraterdepressie
- de ejecta

### Kraterdepressie
De kraterdepressie is de eigenlijke krater. Hij wordt begrensd door de uitstekende kraterrand. Vaak is de kraterbodem gevuld met restmateriaal van de kratervorming: gebroken en gesmolten moedergesteente.
Bij grotere kraters zijn gedeeltelijk concentrische plateaus te zien. Deze terrassen ontstonden door verzakkingen, via een cirkelvormig glijvlak van de binnenste kraterwand. Verder is er bij deze grotere kraters vaak ook een centrale berg of middenpiek aanwezig. Sommige kraters vertonen zelfs meerdere centrale bergen.
Bij zeer grote kraters zijn er in plaats van één kraterrand verschillende concentrische ringstructuren rond het middelpunt van de krater.

### Ejecta
De ejecta zijn gelegen buiten de kraterrand. Het is het materiaal dat bij de inslag werd weggeslingerd. Grotere brokken kunnen door inslag kleinere secundaire kraters doen ontstaan. Vaak zijn deze in radiale ketens geordend.
Bij jonge kraters komen vaak kraterstralen voor. Dit zijn heldere strepen die zich vanuit het kratercentrum uitstrekken. Ze bestaan voor een belangrijk deel uit glas dat door de intense hitte van de inslag werd gevormd. Kraterstralen kunnen erg lang zijn. Zo vertrekken er van de Maankrater Copernicus kraterstralen van 400 km lang.

## Ontstaan en evolutie van inslagkraters
Inslagkraters ontstaan doordat een object uit de ruimte met hoge snelheid inslaat op een planeetoppervlak. Het hele proces waarbij een inslagkrater ontstaat, is (geologisch gezien) extreem snel: het gebeurt in enkele minuten tot enkele uren. Anders dan bij vulkaankraters is daarmee de opbouw van de krater gedaan. De enige vervorming die later optreedt is het langzaam afbreken van de krater door erosie (of doordat er een andere krater bovenop wordt gevormd die de vorige (gedeeltelijk) vernietigt. Door erosie wordt een krater langzamerhand afgevlakt en verliest deze zijn karakteristieke vorm. Men spreekt dan van een cryptokrater of een palimpsest.

## Soorten inslagkraters

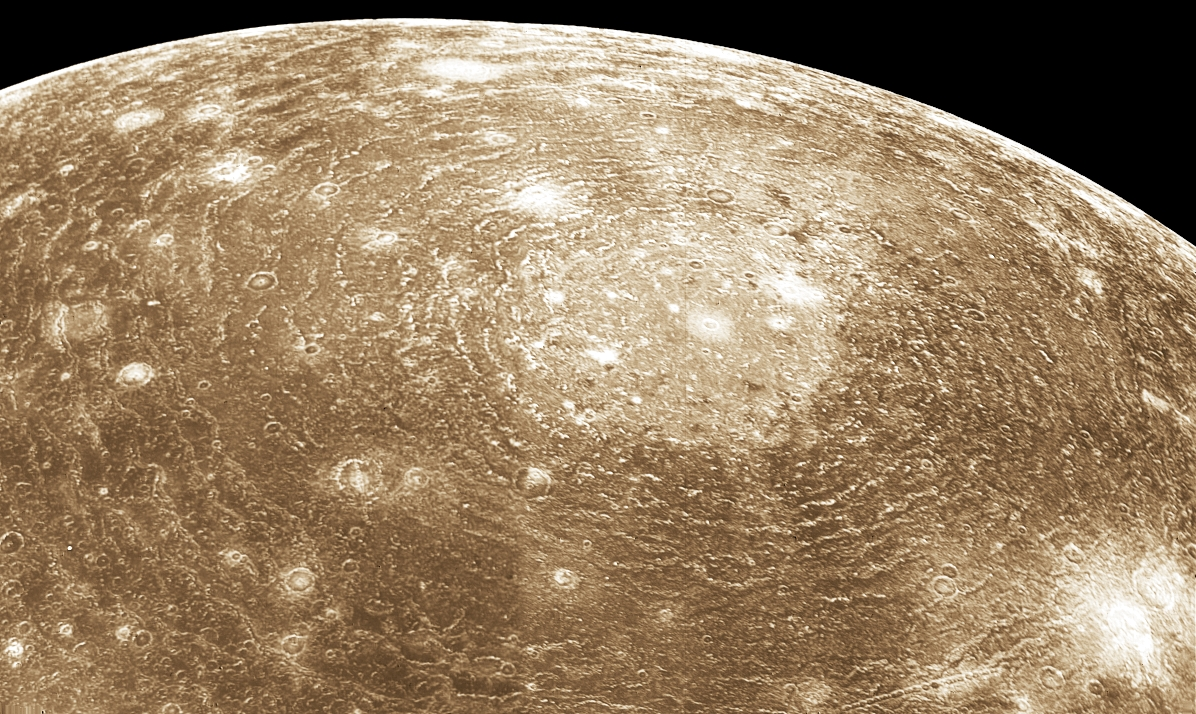
Concentrische ringen rond de Valhallakrater op de Jupiter-maan Callisto

Uitgaande van de vorm (en grootte) van de kraterdepressie deelt men inslagkraters in verschillende soorten in:
- Microkraters: kleine kraters (tot enkele centimeters) die ontstaan wanneer kleine deeltjes met hoge snelheid tegen een rots botsen.
- Eenvoudige kraters: gewone komvormige kraters. Een voorbeeld is de Barringerkrater op Aarde.
- Complexe kraters: kraters met terrassen en een centrale berg. Voorbeelden zijn Tycho en Copernicus op de Maan. Op aarde is  de centrale berg in het  Steinheimer Becken nog goed herkenbaar.
- Piek-ring kraters: kraters met terrassen, maar in plaats van een centrale berg een concentrische ringstructuur. Het Ries op aarde is hiervan een voorbeeld.
- Inslagbekkens: inslagstructuren met een of meer concentrische ringstructuren die buiten de eigenlijke kraterwand liggen. Voorbeelden hiervan zijn Mare Orientale op de Maan, Caloris op Mercurius en Valhalla op Callisto.
- Kraterketens, een rij van inslagkraters - zie Catena.

## Geschiedenis
De geoloog Eugene Shoemaker was een van de eersten die de invloed van meteorietinslagen op de aardse en planetaire geologie onderkende.

## Inslagkraters op Aarde

De locatie van inslagkraters op Aarde

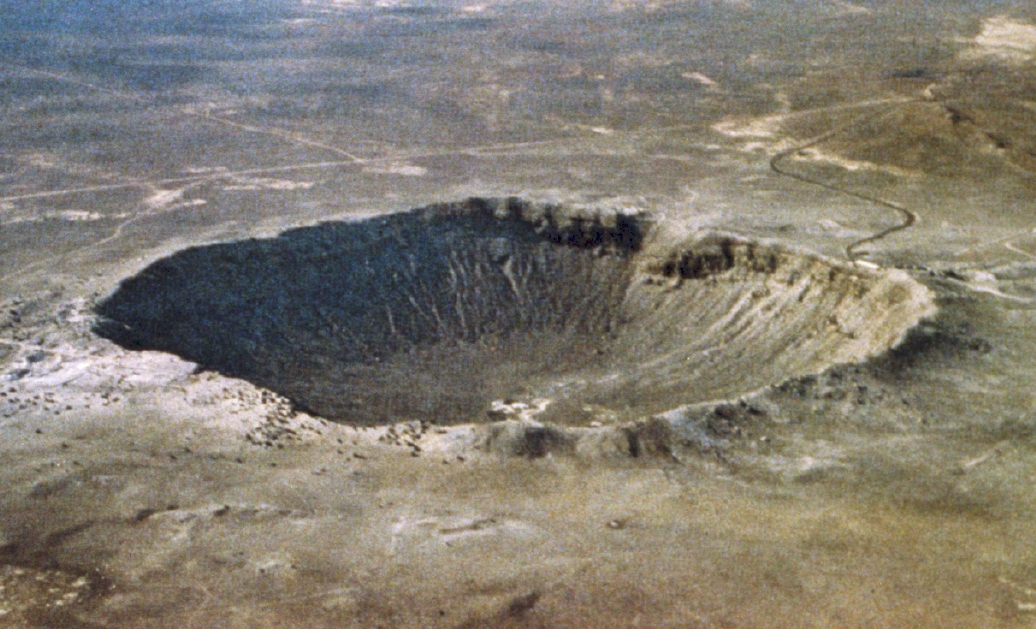
Barringerkrater, Arizona, VS.

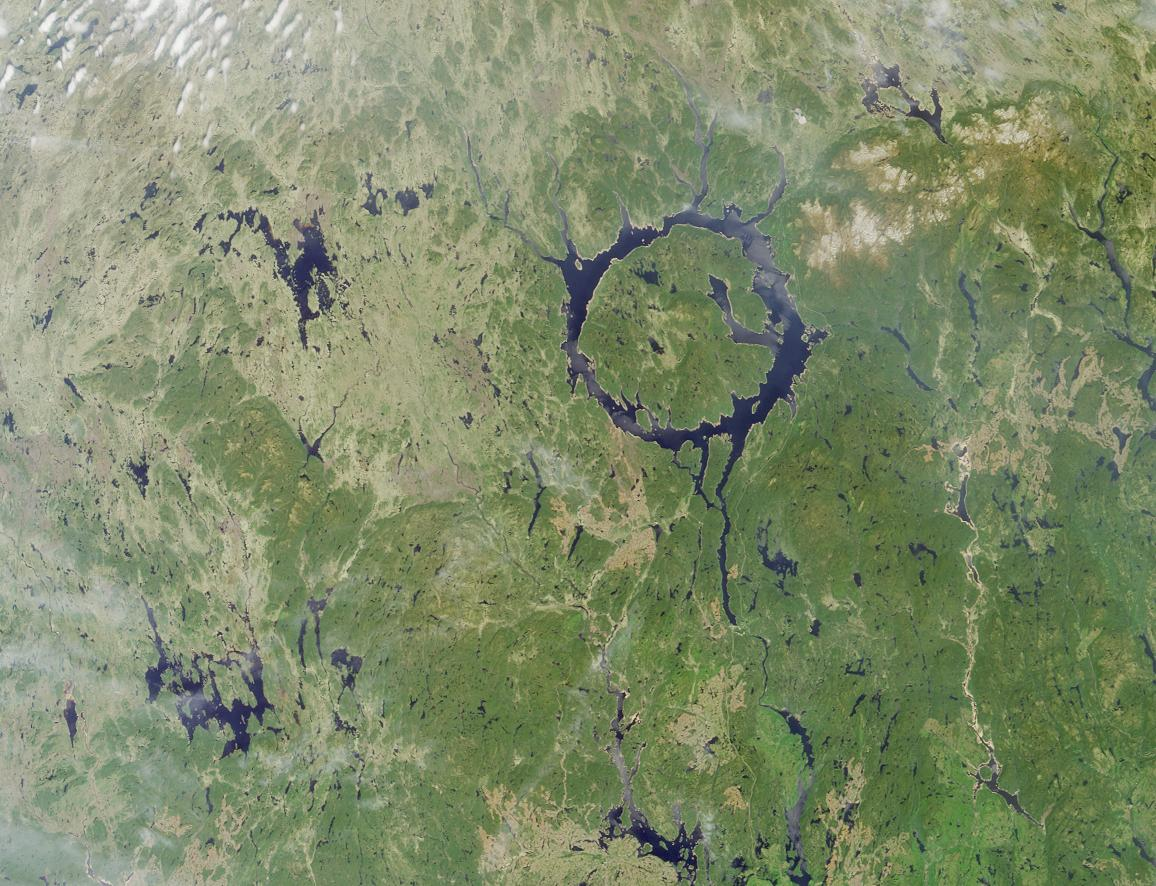
De nog duidelijk herkenbare overblijfselen van de 200 miljoen jaar oude Manicouagan krater in het noorden van Canada

Op de Aarde komen relatief weinig inslagstructuren voor. Dat komt doordat de atmosfeer de Aarde beschermt, maar vooral doordat erosie door water, wind en ijs de kraters heeft uitgewist. Daarnaast wordt ook door de actieve platentektoniek het oppervlak van de aarde regelmatig ververst. De meeste sporen van inslagkraters zijn dan ook te vinden op de oude schilden die nooit door dit proces uitgewist zijn. 

### Voorbeelden
- De Vredefortkrater wordt gezien als de grootste tot dusver ontdekte krater op Aarde. Het object dat met de aarde botste had een grootte van 10 km. De krater heeft een diameter van ruim 300 km en bevindt zich in Zuid-Afrika. De inslagkrater is zo uniek dat hij is opgenomen in de Werelderfgoedlijst van UNESCO. Wetenschappers schatten de leeftijd op 2,023 miljard jaar.
- De Barringerkrater of Meteor Crater (in Arizona) is een goed voorbeeld van een eenvoudige krater. In absolute zin is het, met een diameter van 1300 meter, slechts een kleine krater, want elders in het zonnestelsel bestaan inslagbekkens van honderden kilometers diameter. De krater was de eerste krater die als inslagkrater geïnterpreteerd werd. Dit gebeurde door de Amerikaanse geoloog Daniel Barringer.
- De gigantische inslagstructuur van Chicxulub op- en rond het schiereiland Yucatán in Mexico. Daarvan zijn aan het oppervlak alleen de cenotes te zien, maar uit afwijkingen van de zwaartekracht is de kraterstructuur goed vast te stellen. Algemeen wordt aangenomen dat de dinosauriërs 65 miljoen jaar geleden uitgestorven zijn door de gevolgen van de inslag die deze inslagstructuur deed ontstaan.
- De Nördlinger Ries of Ries in Zuid-Duitsland is een inslagkrater van 22 tot 24 kilometer doorsnede. Met een ouderdom van een kleine 15 miljoen jaar is deze krater geologisch jong. Daardoor is het een van de meest intacte kraters op aarde, maar toch kwam pas in 1960 vast te staan dat het geen vulkaankrater is.
- De Manicouagankrater in noordelijk Canada is met een leeftijd van ca. 212 miljoen jaar een van de oudst bekende kraters op aarde.
- Het meer Siljan in Zweden maakt deel uit van een 52 kilometer grote krater die 360 miljoen jaar geleden werd gevormd. De krater is sterk geërodeerd door gletsjerwerking tijdens de ijstijden, maar nog steeds herkenbaar als een groot, relatief vlak gebied in de bergachtiger omgeving. Het is de grootste krater in westelijk Europa.

In West-Europa zijn er maar vier bevestigde inslagkraters; naast de hogergenoemde Nördlinger Ries is er in Duitsland nog het Steinheimer Becken, en in Frankrijk de impactstructuur van Rochechouart en het Domaine du Météore in Béziers. Die laatste is een wijngaard in een kuil waarvan in de 20ste eeuw al beweerd was dat het een inslagkrater betrof (vandaar de naam van het wijndomein), maar pas in 2023 publiceerden twee Duitse onderzoekers het bewijs aan de hand van magnetische metingen en grondstalen.

### Lijst
| - Aoroungakrater (Tsjaad) - Barringerkrater of Meteor Crater (Arizona, VS) - Bedout (Australië) (mogelijk) - Beyenchime-Salaatinkrater (Rusland, Verre Oosten) - Boltisjkrater (Oekraïne) - Bosumtwikrater (Ghana) - Burcklekrater (Indische Oceaan) - Chesapeake Bay impact-krater (Virginia, VS) - Chicxulubkrater (Mexico) - Clearwater Lakes (Québec, Canada) - Connolly Basin-krater (West-Australië) - Deep Bay-krater (Saskatchewan, Canada) - Gosses Bluff (Australië) - Haughtonkrater (Nunavut, Canada) - Kaalikraters (Estland) - Kara-Kulkrater (Tadzjikistan) - Kebirakrater (Libië/Egypte) - Lonarkrater (Lonar, India) - Mahuikakrater (Nieuw-Zeeland) - Manicouagan Reservoir (Québec, Canada) - Manson (Iowa, VS) | - Mistastinkrater (Labrador, Canada) - Morokwengkrater (Zuid-Afrika) - Nördlinger Ries (Duitsland, Beieren) - Panther Mountain (New York, VS) - Popigaikrater, (Siberië) - Ragozinka-krater (Rusland) - Rio Cuarto-kraters (Argentinië) - Rochechouartkrater (Rochechouart, Frankrijk) - Roter Kamm-krater (Namibië) - Shoemakerkrater (West-Australië) - Shunakkrater (Kazachstan) - Siljan (Zweden) - Silverpitkrater (Noordzee, Verenigd Koninkrijk) - Steinheimer Becken (Duitsland, Baden-Württemberg) - Sudburykrater (Ontario, Canada) - Vredefortkrater (Zuid-Afrika) - Weaubleau-Osceola structure (Missouri, VS) - Wilkeslandkrater (Wilkesland, Antarctica) - Wolfe Creekkrater (West-Australië) - Woodleigh (West-Australië) - Yarrabubbakrater (West-Australië) |